# Joaquín Caparrós
Joaquín Jesús Caparrós Camino, plus connu comme Joaquín Caparrós, né à Utrera (Andalousie, Espagne) le 15 octobre 1955, est un entraîneur espagnol de football.

## Biographie
Après une étape comme joueur junior du Real Madrid, Joaquín Caparrós commence sa carrière d'entraîneur en 1981 à l'âge de 26 ans. En 1996 il est recruté par le Recreativo de Huelva. Après trois saisons pleines de succès à Huelva et une promotion en deuxième division, il est embauché par Villarreal CF où il ne restera que sept journées de championnat à son poste.
En plus de son activité en club, Caparrós prend en charge la sélection d'Andalousie entre 1998 et 2000. 
Les cinq saisons (2000-2005) qu'il passe au Séville FC sont les meilleures de sa carrière d'entraîneur. À son arrivée le club milite en deuxième division, à son départ le Séville FC est parmi l'élite du football espagnol. Il réussit à qualifier le club andalou à deux reprises en Coupe de l'UEFA. Les ressources économiques de Séville FC étaient limitées ce qui pousse Caparrós à privilégier les jeunes joueurs issus des catégories juniors du club..
En 2005, il rejette l'offre de renouvellement de contrat que lui fait Séville FC et il part au Deportivo La Corogne,.
Après deux saisons en Galice (2005-2007), il rejoint l'Athletic Club de Bilbao où il restera quatre saisons jusqu'en 2011. Lors de sa première saison avec l'Athletic, le club finit à la onzième place après deux saisons où il avait évité de peu la relégation. Lors de sa deuxième saison, Caparrós parvient à qualifier le club basque en finale de la Coupe d'Espagne perdue (1-4) face au FC Barcelone de Pep Guardiola. En juillet 2011, Caparrós quitte l'Athletic à la suite du changement de président du club basque. 
En juillet 2011, Joaquín Caparrós devient l'entraîneur de Neuchâtel Xamax en Super League jusqu'au 2 septembre 2011 où ce dernier est licencié par Bulat Chagaev après que Xamax ait fait match nul (2-2) contre Lausanne-Sports.
Joaquín Caparrós devient l'entraîneur du RCD Majorque en octobre 2011 à la place de Michael Laudrup. Après une bonne saison avec Majorque, Caparrós est confirmé à son poste pour la saison 2012-2013.
Le 4 février 2013, il est démis de son poste d'entraîneur du RCD Majorque à la suite des mauvais résultats du club. Gregorio Manzano prend sa succession.
En juin 2013, Caparrós devient l'entraîneur de Levante UD. Il quitte le club en fin de saison pour rejoindre Grenade CF. Il est limogé en janvier 2015 et est remplacé par Abel Resino.
Son nom est évoqué pour devenir sélectionneur de l'équipe d'Espagne pour remplacer Vicente del Bosque en juillet 2016. Le poste revient finalement à Julen Lopetegui.
Le 8 novembre 2016, il est nommé entraîneur du CA Osasuna à la place de Enrique Martín Monreal. Il est démis de ses fonctions début janvier 2017 en raison des mauvais résultats.
Le 28 avril 2018, il retourne au Séville FC à la suite du limogeage de Vincenzo Montella. Au terme de la saison, il devient directeur sportif du club.
Le 15 mars 2019, à la suite du limogeage de Pablo Machín, il redevient entraîneur du Séville FC jusqu'au terme de la saison.
La saison 2024/2025 est extrêmement compliquée pour le Séville FC. Le 13 avril 2025, le club décide de limoger l'entraineur Javier García Pimienta et annonce dans la foulé le retour de Joaquín Caparrós pour aider à terminer la saison et tenter d'accrocher une place européenne.

## Palmarès
Avec l'Athletic Bilbao :
- Finaliste de la Coupe d'Espagne : 2009